# Меса (музика)
Вижте пояснителната страница за други значения на Меса.
Меса (или mеssa, от латински) е музикална форма и цикъл, изграден върху основите на католическата литургия. В месата са включени основните песнопения, изпълнявани по време на тази литургия, като същевременно са спестени множество чисто богослужебни текстове. Изпълнява се концертно.
Класическата меса се състои от шест части – Kirye (Господи помилуй), Gloria (Слава), Credo (Верую), Sanctus (Трисвятое), Benedictus (Благословен) и Agnus Dei (Агнец Божий). Съществуват и разновидности – например Реквиемът е заупокойна меса, при която Kirye e предшествано от Introitus, вместо Gloria се използва някоя от утвърдените заупокойни секвенции и съществува разлика в текста на Agnus Dei. Друга разновидност е т. нар. „кратка меса“, при която се изпуска Credo.
Като самостоятелен музикален цикъл и форма се развива още през Ренесанса. Сред композиторите, писали меси, са Йозеф Хайдн, Волфганг Амадеус Моцарт, Лудвиг ван Бетховен, Антон Брукнер и др.